# ویلیس جانسون
ویلیس جانسون (انگلیسی: Willis Johnson؛ زادهٔ ۱۹۴۷) کارآفرین، سیاست‌مدار و مدیر اجرایی اهل ایالات متحده آمریکا است، که در سال ۱۹۸۲ شرکت کوپارد را تأسیس کرد.